# Zeilbrug

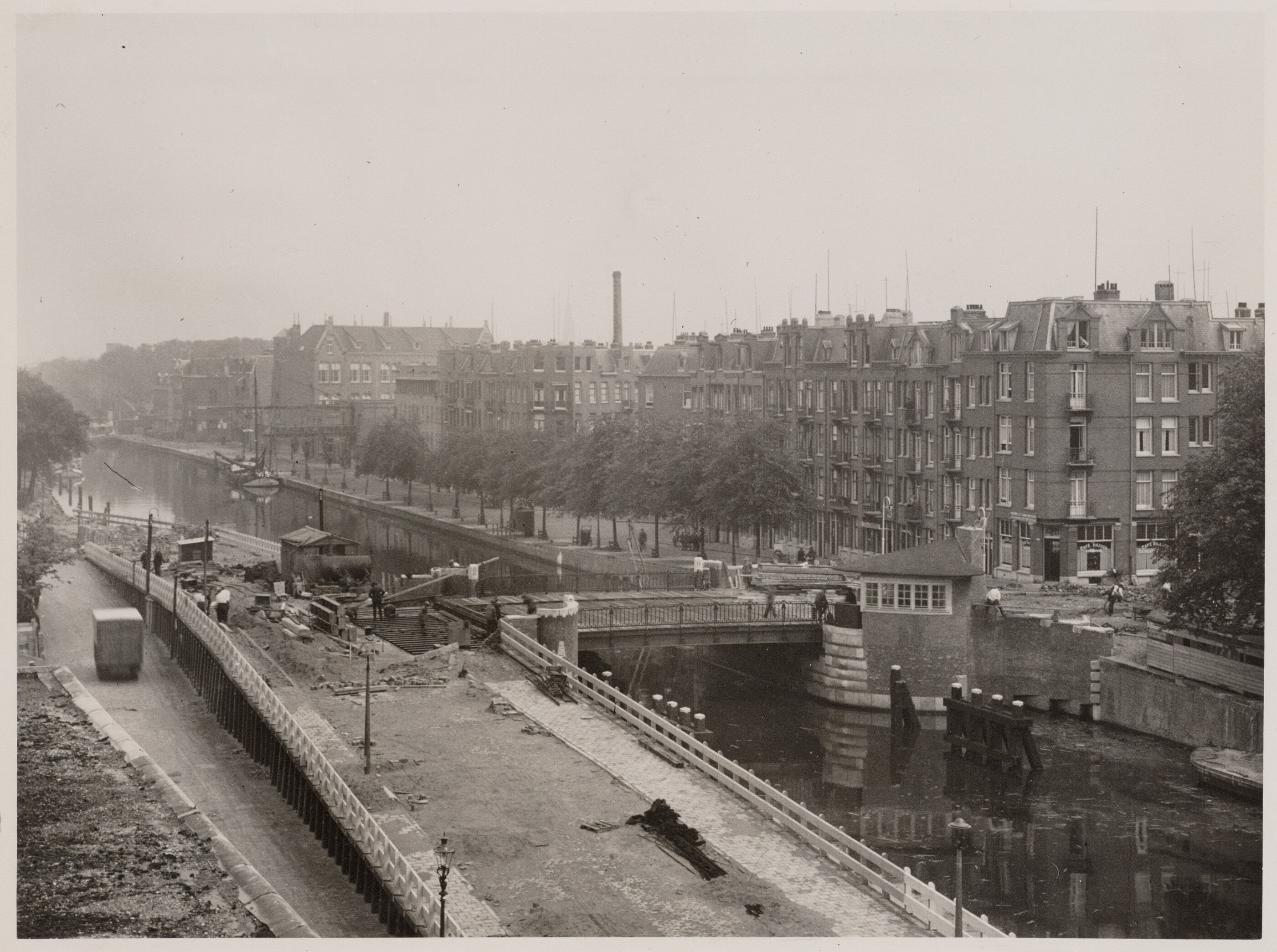
De brug net voor oplevering, juni 1927

De Zeilbrug of Zeilstraatbrug (brug nr. 348) is een brug over de Schinkel in Amsterdam. De brug verbindt de Zeilstraat en de Hoofddorpweg en vormt een verbinding tussen Oud-Zuid en de Hoofddorppleinbuurt.
Diverse documenten van de gemeente Amsterdam vermeldden alleen brug 348; Zeilbrug was kennelijk geen officiële benaming. Onder de brugwachters wordt de benaming brug Zeilstraat gebruikt. Echter, in het Amsterdamse Straatnamenboek 2010 staat brug 348 nu als Zeilbrug vermeld. Evenwel is in de Basisadministratie Adressen en Gebouwen de brug vermeld als Zeilstraatbrug.

## Basculebrug (1927-1999)

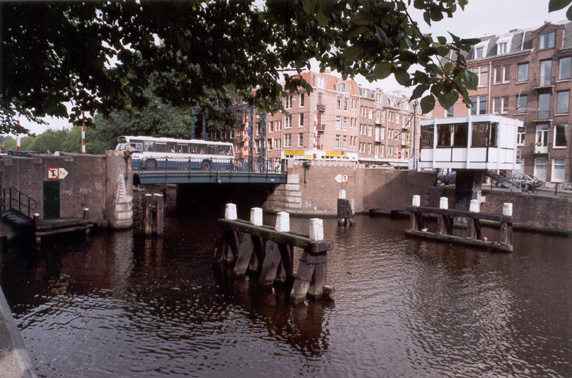
De oude brug voor de Zeilstraat, 1998.

Een brug op de huidige plaats was reeds ingetekend in het "Uitbreidingsplan der Gemeente Sloten NH" van 1916. Aan de westkant van de latere brug lag de tot de gemeente Sloten behorende Sloter Binnenpolder met de Sloterkade en de Jacob Marisstraat. Achter de Sloterkade was weinig bebouwing, en het Hoofddorpplein bestond nog niet. Aan de tot Amsterdam behorende oostkant, in de Schinkelbuurt rond de Zeilstraat was reeds dichte bebouwing.
Nadat in 1921 de gehele gemeente Sloten bij Amsterdam was ingelijfd zou het gebied aan de westkant van 1925 tot 1934 worden bebouwd, dit werd de Hoofddorppleinbuurt. Een brug werd hierdoor dringend noodzakelijk. Ook speelde een rol dat de Gemeente Amsterdam grote verwachtingen had voor het vliegveld Schiphol en de daarbij gelegen vliegtuigfabriek van Fokker. Op 2 september 1925 besloot de gemeenteraad tot het bouwen van de brug.
De Zeilbrug werd in 1926-1927 gebouwd als een enkelvoudige ijzeren basculebrug. De brug werd ontworpen in de Amsterdamse Schoolstijl door de architect Piet Kramer en de ingenieur Wichert Arend de Graaf van de Dienst der Publieke Werken van de gemeente Amsterdam. Een mengeling van baksteen en natuursteen en siersmeedijzeren balustrades kwam uit Kramers per. Ook granieten beeldhouwwerken aan de brug, met vissers, schepen en koppen van zeerobben, in ontwerpen van Hildo Krop ontbreken hier niet.
Sinds 1929 reed tramlijn 1 over de brug. In 1948 kwam lijn 2 daarvoor in de plaats. In 1966 werd de brug verbreed, waarbij het originele door Kramer ontworpen lotusbladvormige brugwachtershuisje werd afgebroken en vervangen door een strak rechthoekig bouwwerk van beton en aluminium.

## Nieuwe ophaalbrug (1999)

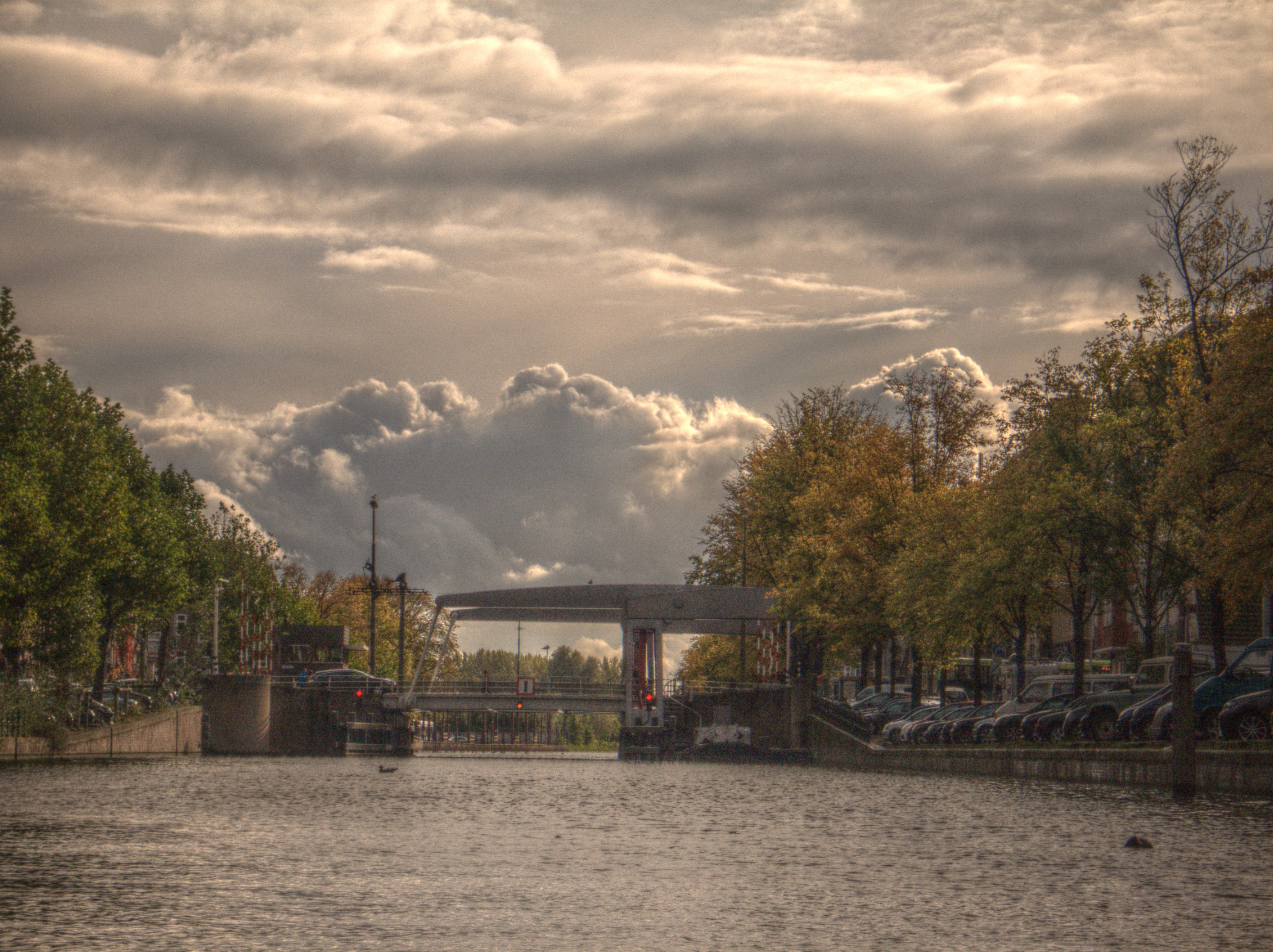
De nieuwe brug

In 1989 werd geconstateerd dat de brug van binnen versleten was, onder meer door roest en andere vormen van corrosie, en moest worden vervangen. Tevens was er behoefte aan een bredere brug om het toegenomen verkeer op een veilige manier te verwerken.
Na jarenlange discussies besloot de gemeenteraad in 1996 de brug te vervangen door een bredere ophaalbrug. De Amsterdamse Schoolstijl zou hierbij plaats maken voor een modern ontwerp, maar die stijl is nog wel terug te vinden in de landhoofden en walkanten.
Nadat in 1997 was begonnen met de sloop van de oude brug, moesten de werkzaamheden worden stilgelegd omdat het Cuypersgenootschap, met steun van andere organisaties, de rijksmonument-status had aangevraagd voor de brug. Eind 1998 werd het werk hervat.
Het is de eerste brug in Amsterdam die hydraulisch wordt aangedreven. In de nieuwe brug, ontworpen door de architect Henk Meijer, zijn wel elementen van de oude brug overgenomen, vooral het beeldhouwwerk van Krop, en het brugwachtershuis uit 1966 is in gewijzigde vorm behouden. De brug wordt verlicht met behulp van lichtmasten ontworpen door Bořek Šípek. Uiteindelijk kon eind 1999 de nieuwe brug geopend worden, er kwam toen ook een boekje over de geschiedenis van de brug uit. Aan de noordzijde van de brug is in natuursteen Anno 1999 te zien; aan de zuidzijde Anno 1926; beide in Amsterdamse Schoolstijl. In de zomer moet de brug bij warm weer worden besproeid om te voorkomen dat deze te veel uitzet en daardoor onbeweegbaar wordt.
Van af 2018 tot 2021 werd de brug op afstand bediend vanuit de Centrale Object Bediening (COB). Het brugwachtershuisje is omgebouwd tot hotelkamer.
Sinds 2021 wordt de brug buiten lokaal bediend,met de huidige techniek  bleek het niet mogelijk om de brug op een goede en veilige manier op afstand te bedienen.

## Kunst
Van 27 september tot en met 8 november 2015 werd in de betonnen bak onder de brug, de vroegere machinekamer, in het kader van de tentoonstelling "Kunst aan de Schinkel" een tijdelijke expositieruimte ingericht door kunstenares Ola Lanko met het thema "Verward wezen zich terug heeft getrokken" om grip te krijgen op de wereld en de beelden om zich heen waarbij gebruik wordt gemaakt van de karakteristieken van de imposante ruimte.